# Β-L-アラビノシダーゼ
β-L-アラビノシダーゼ(beta-L-arabinosidase、EC 3.2.1.88)は、以下の化学反応を触媒する酵素である。
β-L-アラビノシド + 水 {\displaystyle \rightleftharpoons } L-アラビノース + アルコール
従って、この酵素の基質はβ-L-アラビノシドと水、生成物はL-アラビノースとアルコールである。
この酵素は、加水分解酵素、特にO-またはS-グリコシル化合物を加水分解するグリコシダーゼに分類される。系統名は、β-L-アラビノシドアラビノヒドロラーゼ(beta-L-arabinoside arabinohydrolase)である。また、ビシアノシダーゼ(vicianosidase)とも呼ばれる。